# Provinciale weg 331
De provinciale weg 331 (N331) is een provinciale weg in de provincies Overijssel en Flevoland. De weg vormt een verbinding tussen de A28 nabij de aansluiting Zwolle-Zuid via Hasselt, Zwartsluis en Vollenhove met de A6 ten noordoosten van Emmeloord.
Binnen de bebouwde kom van Zwolle is de weg tussen de aansluiting Zwolle-Zuid en de wijk Stadshagen uitgevoerd als vierstrooksweg met gescheiden rijbanen. Ten noorden van de wijk Stadshagen is de weg uitgevoerd als tweestrooksweg. Binnen de bebouwde kom van Zwolle geldt een maximumsnelheid van 70 km/h. Tussen Zwolle en Emmeloord is de weg grotendeels uitgevoerd als tweestrooks-gebiedsontsluitingsweg met een maximumsnelheid van 80 km/h.

## Geschiedenis
Het routeverloop van het wegnummer N331 is sinds de invoering in 1982 diverse keren gewijzigd. Tot de opening van de N50 tussen knooppunt Hattemerbroek en de aansluiting Kampen-Zuid in 1988 was het zuidelijke deel dat tegenwoordig binnen de bebouwde kom van Zwolle ligt onderdeel van de route van de N50. Tevens werd dit gedeelte van de huidige N331 als rijksweg 338 (later 838) beheerd door Rijkswaterstaat. In 1993 is het beheer van deze weg in het kader van de Wet herverdeling wegenbeheer overgedragen aan de gemeente Zwolle.
Sinds 2004 volgt de N331 aan de noordzijde van Zwolle ter hoogte van de wijk Stadshagen een nieuw tracé. Voorheen liep de weg dwars door de gelijknamige polder vrijwel rechtstreeks richting Hasselt. Sinds de ontwikkeling van Stadshagen wordt de N331 langs de noordwestzijde van de wijk geleid en fungeert daarbij als ontsluitingsweg voor zowel de reeds aangelegde fases van Stadshagen (Stadshagen I) als de nog aan te leggen fase van de wijk (Stadshagen II).
Als laatste heeft de N331 in 2008 aan de oostzijde van Emmeloord een nieuw tracé gekregen. Voorheen liep de weg via de Marknesserweg en Kuinderweg over het industrieterrein De Munt, sindsdien verloopt de weg over een omlegging rond het industrieterrein.

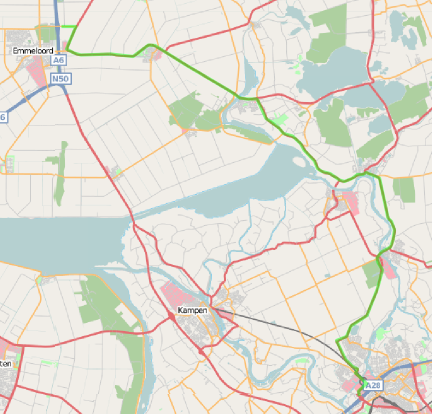
Detailkaart traject

N23 · N34 · N224 · N225 · N229 · N233 · N271 · N301 · N302 · N303 · N304 · N305 · N306 · N307 · N308 · N309 · N310 · N311 · N312 · N313 · N314 · N315 · N316 · N317 · N318 · N319 · N320 · N322 · N323 · N324 · N325/A325 · N326/A326 · N327 · N329 · N330 · N331 · N332 · N333 · N334 · N335 · N336 · N337 · N338 · N339 · N340 · N341 · N342 · N343 · N344 · N345 · N346 · N347 · N348/A348 · N349 · N350 · N351 · N352 · N375 · N377

N418 · N701 · N702 · N703 · N704 · N705 · N706 · N707 · N708 · N709 · N710 · N711 · N712 · N713 · N714 · N715 · N716 · N717 · N718 · N719 · N720 · N727 · N731 · N732 · N733 · N734 · N735 · N736 · N737 · N738 · N739 · N740 · N741 · N742 · N743 · N744 · N745 · N746 · N747 · N748 · N749 · N750 · N751 · N752 · N753 · N754 · N755 · N756 · N757 · N758 · N759 · N760 · N761 · N762 · N763 · N764 · N765 · N766 · N768 · N781 · N782 · N783 · N784 · N785 · N786 · N787 · N788 · N789 · N790 · N791 · N792 · N793 · N794 · N795 · N796 · N797 · N798 · N800 · N801 · N802 · N803 · N804 · N805 · N806 · N810 · N811 · N812 · N813 · N814 · N815 · N816 · N817 · N818 · N819 · N820 · N821 · N822 · N823 · N824 · N825 · N826 · N827 · N830 · N831 · N832 · N833 · N834 · N835 · N836 · N837 · N838 · N839 · N840 · N841 · N842 · N843 · N844 · N845 · N846 · N847 · N848 · N852 · N855

Cursief vermelde wegen zijn voormalige provinciale wegen.